# Tetín (Jičíni járás)
Tetín település Csehországban, a Jičíni járásban. Tetín Vřesník, Borek, Červená Třemešná, Lukavec u Hořic, Lázně Bělohrad és Miletín településekkel határos. Lakosainak száma 159 fő (2024. január 1.).

## Népesség
A település lakosságának változását az alábbi diagram mutatja:
| Lakosok száma | 441  | 432  | 362  | 267  | 170  | 128  | 152  | 160  | 154  | 159  |
|               | 1869 | 1890 | 1921 | 1950 | 1980 | 2001 | 2017 | 2019 | 2022 | 2024 |